# USS Pensacola (CA-24)
USS Pensacola (CA-24) – amerykański krążownik ciężki typu Pensacola. Brał czynny udział w walkach II wojny światowej na Pacyfiku.
Stępkę pod okręt położono w dniu 27 października 1926 roku w stoczni Marynarki Wojennej w Nowym Jorku, wodowanie nastąpiło 24 kwietnia 1929 roku, a włączenie w skład US Navy – 6 lutego 1930 roku. Nosił znak taktyczny CA-24, do 1931 roku CL-24.
Po wcieleniu do floty okręt wypłynął w dwumiesięczny rejs do Peru i Chile. Następnie w latach 1930–1934 operował na wschodnim wybrzeżu Stanów Zjednoczonych i na Morzu Karaibskim. W tym czasie kilkakrotnie przechodził przez Kanał Panamski i brał udział w manewrach floty pomiędzy Kalifornią i Hawajami. W 1939 roku został wcielony do Floty Pacyfiku.

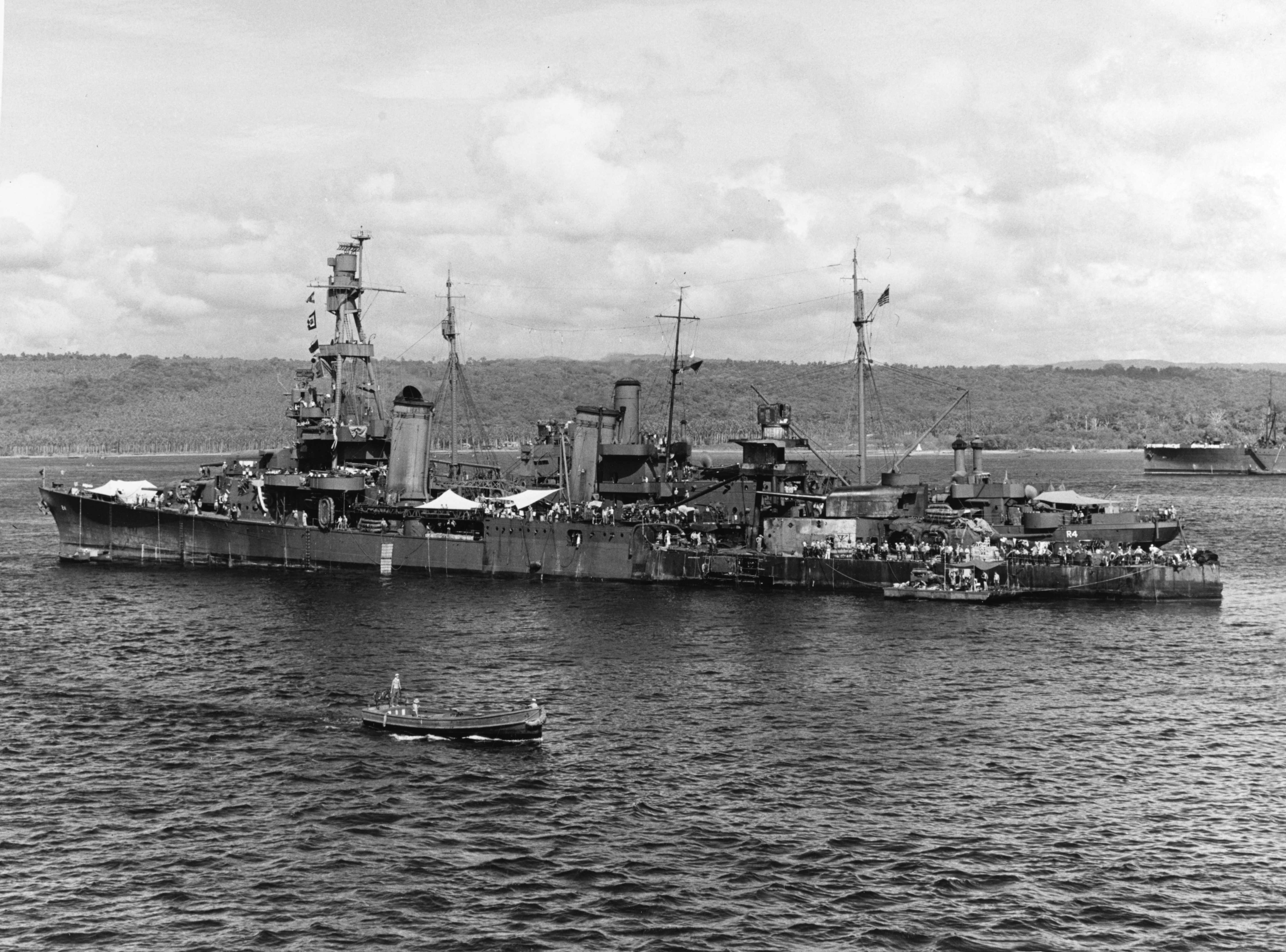
USS „Pensacola” po bitwie pod Tassafarongą w 1942 roku

Po włączeniu się Stanów Zjednoczonych do wojny, w styczniu 1942 roku wziął udział w eskorcie konwoju do Brisbane w Australii. Następnie działał w rejonie Wysp Salomona, gdzie w dniu 4 czerwca 1942 roku wziął udział w bitwie pod Midway. Następnie został wycofany w rejon Hawajów. Po kilku tygodniach ponownie został skierowany w rejon Wysp Salomona i 26 października 1942 roku wziął udział w bitwie pod Santa Cruz. W dniu 30 listopada 1942 roku wziął udział w nocnej bitwie pod Tassafarongą, gdzie został trafiony torpedą wystrzeloną z japońskiego niszczyciela. W wyniku trafienia zalana została maszynownia oraz wyłączone z działania trzy wieże, co wyeliminowało okręt z walki. Naprawa trwała przez prawie cały 1943 rok.
W drugiej połowie listopada 1943 roku okręt wziął udział w bombardowaniu artyleryjskim wysp Betio i Tarawa i do końca kwietnia 1944 roku stanowił osłonę zespołu lotniskowców.
Następnie skierowany został w rejon Wysp Kurylskich, gdzie w dniu 26 czerwca 1944 roku ostrzeliwał lotniska, instalacje nadbrzeżne i statki japońskie w rejonie wysp. W dniu 29 sierpnia 1944 roku ostrzeliwał wyspę Wake. Następnie od października 1944 roku brał udział w działaniach wyzwalania Filipin.
W dniu 17 lutego 1945 roku brał udział w bitwie o Iwo Jimę, gdzie został sześciokrotnie trafiony. Od kwietnia 1945 roku brał udział w bombardowaniu Okinawy w trakcie bitwy o tę wyspę.
Po zakończeniu działań wojennych brał udział w transportowaniu żołnierzy do Stanów Zjednoczonych. Ostatni rejs wykonał w styczniu 1946 roku.
1 lipca oraz 25 lipca 1946 roku został użyty jako okręt-cel podczas dwóch próbnych wybuchów atomowych w rejonie atolu Bikini (pierwszy w powietrzu, drugi pod wodą), podczas których został ciężko uszkodzony. W dniu 26 sierpnia 1946 roku oficjalnie został skreślony z listy floty. Następnie poddany został badaniu stopnia skażenia i zniszczeń, jakich doznał w trakcie wybuchów atomowych. W dniu 10 listopada 1948 został zatopiony w odległości 100 mil morskich od wybrzeży stanu Waszyngton (USA).